# Ryżkowo (obwód kurski)
Ryżkowo (ros. Рыжково) – wieś (ros. село, trb. sieło) w zachodniej Rosji, w sielsowiecie wablinskim rejonu konyszowskiego w obwodzie kurskim.

## Geografia
Miejscowość położona jest nad Wablą (dopływ rzeki Prutiszcze w dorzeczu Sejmu), 4,5 km od centrum administracyjnego sielsowietu (Wabla), 20,5 km na północny zachód od centrum administracyjnego rejonu (Konyszowka), 54 km na północny zachód od Kurska.
W miejscowości znajduje się 100 posesji.
Klimat
Miejscowość, jak i cały rejon, znajduje się w strefie klimatu kontynentalnego z łagodnym ciepłym latem i równomiernie rozłożonymi opadami rocznymi (Dfb w klasyfikacji klimatów Köppena).

## Demografia
W 2010 r. miejscowość zamieszkiwało 141 osób.